# 楽子内親王
楽子内親王（らくしないしんのう）は、村上天皇の第六皇女。母は女御荘子女王。同母弟に具平親王。伊勢斎宮。四品。

## 経歴
天暦9年（955年）7月17日、4歳で伊勢斎宮に卜定された。天徳元年（957年）9月、伊勢に向けて群行。旅立つ幼い娘に向けて、父村上天皇が詠んだ歌が2首伝わっている.
- 思ふ事なるといふなる鈴鹿山　越えてうれしき境とぞきく[1]
- 君が世を長月とだに思はずば　いかに別のかなしからまし[2]

また長奉送使として群行に付き添った大叔父の藤原朝忠は、帰京に際し次の1首を詠んだ。
- よろづ世の始とけふをいのりおきて　今行末は神ぞしるらむ[4]

康保4年（967年）5月25日、村上天皇崩御により退下。在任12年。長徳4年（998年）9月16日薨去。47歳。